# ぷりん将軍
ぷりん将軍（ぷりんしょうぐん、1988年12月31日 - ）とは日本の元お笑い芸人、起業家、YouTuberである。金正恩のコスプレで有名となった。

## 来歴
生まれは、宮崎県。主に育ったのは、鹿児島県。転勤族で色々と行っており、小学校は3回変わっており、友達を作るために明るくなったとも語っている。中学・高校・美容専門学校は、鹿児島県。
中学校・高校・専門学校では、サッカーをやっており、高校ではサッカー部のキャプテンだった。また、高校時代は生徒会長もやっていた。
美容専門学校を卒業しており、美容師免許を持っている。美容師として働くために上京し、立川で美容師として働き始めた。3年間ほど美容師をやりながら、合間でプレイヤーとしてホストをアルバイトでやっていた。
一般人の髪を切ることに飽きて、歌舞伎町で夜職系を客にする盛り師にシフトチェンジ。また、1年ほど働き、フリーランスの美容師となる。そして、お客さんにホストクラブを立ち上げたいという人がいたため、店長という名目で何でも屋としてホストクラブの立ち上げにかかわる。売上は良かったが、引き抜きがあったり、刺青のある10人ぐらいに拉致られ監禁されたりして、1年半で潰れた。
その後、美容師に戻ろうとしていたところ、冬月グループの「FATE -PLUS-」に知り合いがおりヘアメイクを頼まれ、ヘアメイクをしに行った。そこで、内勤が足らず、店長をしていた経験から内勤の仕事を頼まれ、冬月グループで働くこととなった。
プロダクション人力舎お笑い芸人養成所スクールJCAのオーディションを受け、2017年8月18日に合格通知を受け取っている。
2017年10月、金正恩に似ていると言われており、芸人を本格的にやっていく中でモノマネも出来た方がいいと思い、衣装を作り、お店のイベントで金正恩の格好をする。そのまま、渋谷のハロウィンに行き金正恩の格好をしていたところ取材され、同年11月下旬に日本テレビ「月曜から夜ふかし」で放送される。これが大バズりし、人生をかえる大きな転換点となった。当時、ホストクラブの冬月グループで「蜂蜜れもん」名義でホストをしており、同時にフリーのピン芸人の一面を持っていた。
2018年5月、お笑い芸人養成所スクールJCAを27期として入所。
2018年7月、JCAで組んだ「パスコロパーティー」でキングオブコントの予選にでるも、予選敗退の結果を受け解散し、ピンに戻る。
2018年8月、2019年8月のM-1で、AV男優の沢井亮と「賢者タイム。」というユニットでコンビを組んでいる。ともに、1回戦で敗退。
JCAの卒業後、2019年6月5日にオフィス北野に「預かり」という形で所属したことを報告。ダンカン専務より芸名「タッピーおか」を与えられ、2020年1月21日より改名。2020年7月6日、正式に株式会社TAP(旧:オフィス北野)とタレント所属を契約。同年12月4日、画数の運気が良いという理由をあげ「たっぴーおか」に改名。最終的に3年間所属し、現在は芸人を引退。
2020年11月、冬月グループのホストクラブ「冬月カルマ」の最高指導者のぷりん将軍として、宣伝トラックを渋谷、原宿、新宿に走らせた。
芸人卒業後、冬月グループ広報担当として会社員をしながら、株式会社KIIMの代表取締役社長CEOとして会社経営もしている。
2023年12月27日、1st Single『ピョンヤン』(作詞:大塚達也、作曲:ぷりん将軍)をリリース。

## 作品

### 音楽
- ピョンヤン (2023年12月27日、作詞:大塚達也、作曲:ぷりん将軍)
- パレード (2024年4月、作詞:ぷりん将軍、作詞:大塚達也、作曲:LITTLE_D & GO NAMIHIRA、出演:朝食みるく・冨沢帆乃香)

## MV出演
- 推しに願いを（2022年3月、コレコレ×戦慄かなの）
- BAKA（2023年4月、レペゼンフォックス）
- To The Top（2023年8月、レペゼンフォックス）

## 動画出演した著名人
- 青汁王子
- あこ６３
- Bunzin
- 坊主 (インフルエンサー)
- DJ社長
- ごうけつ
- コレコレ
- ひろゆかない
- へずまりゅう
- 桑田龍征
- ミンミコ
- にしくん
- おしどり大名(はるのぶ、てんこ盛り男)
- 令和のタケちゃん
- さくら咲く
- 左折ニキ
- 戦慄かなの
- ちぃたん
- 電撃ネットワーク(ランディー・ヲ、リチャード、元気)
- とーや(コヤッキースタジオ/コヤッキーチャンネル)
- 深田えいみ
- ヒカル
- ふなっしー
- ゆたぼん
- 指男
- ゆゆうた
- 上原亜衣
- 街裏ぴんく
- ラファエル
- Repezen Foxx